# Bromură de glicopironiu
Bromura de glicopironiu (denumit și glicopirolat) este un medicament antimuscarinic cu efecte centrale foarte reduse sau nule, fiind o sare de amoniu cuaternar. Căile de administrare disponibile sunt orală, locală, inhalatorie și intravenoasă.

## Utilizări medicale
Glicopironiul a fost utilizat pentru prima dată în anul 1961 pentru tratamentul ulcerelor peptice. Este utilizat pentru a reduce excesul de salivă (sialoree), și în boala Ménière. A fost utilizat topic și oral pentru a trata hiperhidroza. Forma inhalatorie este utilizată pentru tratamentul bolii pulmonare obstructive cronice (BPOC), având efect bronhodilatator. Dozele utilizate inhalatoriu sunt mult mai mici în comparație cu dozele pentru administrare orală.